# Lampre-Farnese Vini/Saison 2010
Dieser Artikel listet Erfolge und Mannschaft des Radsportteams Lampre-Farnese Vini in der Saison 2010 auf.

## Saison 2010

### Erfolge im UCI World Calendar
| Datum              | Rennen                                 | Fahrer              |
| ------------------ | -------------------------------------- | ------------------- |
| 7. April           | 3. Etappe Vuelta al País Vasco         | Francesco Gavazzi   |
| 1. Mai             | 4. Etappe Tour de Romandie             | Simon Špilak        |
| 27. April – 2. Mai | Gesamtwertung Tour de Romandie         | Simon Špilak        |
| 7. Juni            | 1. Etappe Critérium du Dauphiné Libéré | Grega Bole          |
| 15. Juni           | 4. Etappe Tour de Suisse               | Alessandro Petacchi |
| 4. Juli            | 1. Etappe Tour de France               | Alessandro Petacchi |
| 7. Juli            | 4. Etappe Tour de France               | Alessandro Petacchi |
| 4. August          | 4. Etappe Tour de Pologne              | Mirco Lorenzetto    |
| 3. September       | 7. Etappe Vuelta a España              | Alessandro Petacchi |

### Erfolge in der Continental Tour
| Datum         | Rennen                                            | Kat. | Fahrer              |
| ------------- | ------------------------------------------------- | ---- | ------------------- |
| 31. Januar    | 2. Etappe Giro della Provincia di Reggio Calabria | 2.1  | Alessandro Petacchi |
| 2. Februar    | 4. Etappe Giro della Provincia di Reggio Calabria | 2.1  | Alessandro Petacchi |
| 6. Februar    | Gran Premio Costa degli Etruschi                  | 1.1  | Alessandro Petacchi |
| 23. Februar   | 1. Etappe Giro di Sardegna                        | 2.1  | Francesco Gavazzi   |
| 25. Februar   | 3. Etappe Giro di Sardegna                        | 2.1  | Alessandro Petacchi |
| 26. Februar   | 4. Etappe Giro di Sardegna                        | 2.1  | Danilo Hondo        |
| 30. Mai       | 5. Etappe Bayern-Rundfahrt                        | 2.HC | Marcin Sapa         |
| 17. Juni      | 1. Etappe Slowenien-Rundfahrt                     | 2.1  | Grega Bole          |
| 18. Juni      | 2. Etappe Slowenien-Rundfahrt                     | 2.1  | Grega Bole          |
| 18. August    | Coppa Agostoni                                    | 1.1  | Francesco Gavazzi   |
| 19. September | Gran Premio Industria & Commercio di Prato        | 1.1  | Diego Ulissi        |

### Zugänge – Abgänge
| Zugänge                          | Team 2009                    | Abgänge                      | Team 2010        |
| -------------------------------- | ---------------------------- | ---------------------------- | ---------------- |
| Lorenzo Bernucci                 | L.P.R. Brakes-Farnese Vini   | Enrico Gasparotto            | Astana           |
| Alessandro Petacchi              | L.P.R. Brakes-Farnese Vini   | Paolo Tiralongo              | Astana           |
| Daniele Pietropolli              | L.P.R. Brakes-Farnese Vini   | Marzio Bruseghin             | Caisse d’Epargne |
| Alessandro Spezialetti           | L.P.R. Brakes-Farnese Vini   | Marco Bandiera               | Katjuscha        |
| Danilo Hondo                     | PSK Whirlpool-Author         | Alessandro Ballan            | BMC Racing Team  |
| Grega Bole                       | Adria Mobil                  | Mauro Santambrogio           | BMC Racing Team  |
| Alfredo Balloni                  | Neoprofi                     | Francesco Tomei              | ISD-Neri         |
| Adriano Malori                   | Neoprofi                     | Wolodymyr Sahorodnij         | Miche            |
| Diego Ulissi                     | Neoprofi                     | Emanuele Bindi               | Unbekannt        |
| Gilberto Simoni (ab 16.04.)      | Serramenti PVC Diquigiovanni | Pietro Caucchioli            | Unbekannt        |
| Andrei Kaschetschkin (ab 25.07.) | Dopingsperre                 | Massimiliano Mori            | Unbekannt        |
|                                  |                              | Gilberto Simoni (bis 30.05.) | Karriereende     |

### Mannschaft
| Name                   | Geburtstag         | Nationalität |              |
| ---------------------- | ------------------ | ------------ | ------------ |
| Alfredo Balloni        | 20. September 1989 | Italien      |              |
| Lorenzo Bernucci       | 15. September 1979 | Italien      |              |
| Grega Bole             | 13. August 1985    | Slowenien    |              |
| Matteo Bono            | 11. November 1983  | Italien      |              |
| Witalij Buz            | 24. Oktober 1986   | Ukraine      |              |
| Damiano Cunego         | 19. September 1981 | Italien      |              |
| Mauro Da Dalto         | 8. April 1981      | Italien      |              |
| Angelo Furlan          | 21. Juni 1977      | Italien      |              |
| Francesco Gavazzi      | 1. August 1984     | Italien      |              |
| Andrea Grendene        | 4. Juli 1986       | Italien      |              |
| Danilo Hondo           | 4. Januar 1974     | Deutschland  |              |
| Andrei Kaschetschkin   | 21. März 1980      | Kasachstan   |              |
| David Loosli           | 8. Mai 1980        | Schweiz      |              |
| Mirco Lorenzetto       | 19. Juli 1981      | Italien      |              |
| Enrico Magazzini       | 27. April 1988     | Italien      |              |
| Adriano Malori         | 28. Januar 1988    | Italien      |              |
| Marco Marzano          | 10. Juni 1980      | Italien      |              |
| Manuele Mori           | 9. August 1980     | Italien      |              |
| Alessandro Petacchi    | 3. Januar 1974     | Italien      |              |
| Daniele Pietropolli    | 11. Juli 1980      | Italien      |              |
| Simone Ponzi           | 17. Januar 1987    | Italien      |              |
| Daniele Righi          | 28. März 1976      | Italien      |              |
| Marcin Sapa            | 10. Februar 1976   | Polen        |              |
| Alessandro Spezialetti | 14. Januar 1975    | Italien      |              |
| Simon Špilak           | 23. Juni 1986      | Slowenien    |              |
| Diego Ulissi           | 15. Juli 1989      | Italien      |              |
| Stagiaires             | Stagiaires         | Nationalität | Nationalität |
| Andrea Pasqualon       | Andrea Pasqualon   | Italien      |              |
| Matteo Rabottini       | Matteo Rabottini   | Italien      |              |
| Federico Rocchetti     | Federico Rocchetti | Italien      |              |

## Trikot

2010